# ناجورمژه‌ای‌ها
ناجورمُژه‌ای‌ها (Heterotrichs) یکی از رده‌های جانوران مژکدار هستند. آن‌ها را در شاخه حبابچه‌داران (Alveolata) هم جا داده‌اند.
ناجورمژه‌ای‌ها معمولاً دارای یک منطقه دهانی برجسته با اندامچه‌هایی در پیرامون دهان هستند که برای جابجایی و تغذیه استفاده می‌شوند. این جانداران در بقیه بدن خود دارای مژک هستند.
بسیاری از گونه‌های آنان از قابلیت هم‌کشی (انقباض) بالا برخوردارند و معمولاً در حالت هم‌کشیده یا مخروطی‌شکل به‌سر می‌برند.